# Phenom II
Phenom II is een serie microprocessoren van AMD die gebruikmaakt van de K10-microarchitectuur. Het is de opvolger van AMD's Phenom en moet de achterstand op Intels i7-processoren weer goedmaken door betere prestaties en lager energieverbruik. Ook de lagere prijs moet hier een bijdrage aan leveren. In december 2008 kwam de reeks uit voor socket AM2+ en in februari 2009 ook voor socket AM3 om ondersteuning te bieden aan het DDR3 RAM-geheugen.
Als goedkoper alternatief voor de Phenom II dient de Athlon II die geen level3-cache heeft.

## Kenmerken
De Phenom II gebruikt een 6MB grote level3-cache toegankelijk voor alle cores wat een verdrievoudiging is ten opzichte van de Phenom I-serie. Ook de Cool'n'Quiet-technologie wordt nu toegepast op de processor als geheel in plaats van per core.
De socket AM2+-modellen zijn niet compatibel met de AM3-sockets maar AM3-processoren kunnen in het algemeen wel op AM2+-sockets geprikt worden. Raadzaam is altijd om te kijken of het betreffende moederbord de processor wel ondersteunt. Daarnaast kan een socket AM3-processor ook werken met DDR2- en DDR3-RAM-geheugen
Het getal achter de naam 'AMD Phenom II' geeft aan of het een dual-, triple-, quad-, of hexacore betreft.
- 10xx-serie: 6 cores en 6 MB L3-cache
- 9xx-serie: 4 cores en 6 MB L3-cache
- 8xx-serie: 4 cores en 4 MB L3-cache (2 MB L3 cache unlockable) waardoor men weer op 6 MB L3-cache komt
- 7xx-serie: 3 cores (4TH core unlockable)
- 5xx-serie: 2 cores (3TH en 4TH core unlockable)